# Helena Kirop
Helena Loshanyang Kirop, née le 9 septembre 1976, est une athlète kényane.

## Carrière
Helena Kirop termine troisième du Marathon de Berlin 2007 et du Marathon de Berlin 2008. Elle remporte le Semi-marathon du Portugal en 2009, le Marathon de Prague en 2010, le Marathon de Venise en 2011 et le Marathon de Cologne en 2012.